# Conclaaf van 1521-1522
Het conclaaf van 1521-1522 vond plaats van 28 december 1521 tot 9 januari 1522 in het Apostolisch Paleis te Rome, en volgde op de dood van paus Leo X op 1 december 1521. Het conclaaf leidde tot de verkiezing van Adriaan Floriszoon Boeyens als paus Adrianus VI.

## Achtergrond
Nadat paus Leo X op 1 december 1521 aan de gevolgen van een longontsteking was overleden, ontstond er een machtsvacuüm binnen de Katholieke Kerk. De belangrijkste kandidaten voor het pausschap waren kardinaal Giulio de' Medici (de neef van Leo X en de latere paus Clemens VII) en Alessandro Farnese (de latere paus Paulus III). Beide kandidaten werden echter geblokkeerd door de Colonna-factie en andere kardinalen die vreesden voor een dynastieke opvolging.
De politieke invloed van Europese monarchen speelde een significante rol in het conclaaf. Koning Hendrik VIII van Engeland steunde de kandidatuur van kardinaal Thomas Wolsey en was bereid aanzienlijke sommen geld te besteden om zijn verkiezing te bevorderen. Keizer Karel V en koning Frans I van Frankrijk probeerden eveneens hun invloed uit te oefenen door middel van financiële steun aan hun respectieve kandidaten.

## Verloop en nasleep
Vier weken na de plotse dood van Leo X werd het conclaaf voor een nieuwe paus geopend. Het conclaaf werd bijgewoond door 39 kardinalen, waarvan slechts drie niet-Italiaans waren (twee Spanjaarden en één Zwitser). De verkiezing werd bemoeilijkt door politieke intriges en het ontbreken van consensus over de voornaamste kandidaten. Uiteindelijk werd Adriaan Boeyens, een compromisfiguur en pro-keizerlijke kandidaat, gekozen tot paus, ondanks zijn afwezigheid tijdens het conclaaf.
De verkiezing van Adrianus VI was opmerkelijk omdat hij de laatste paus was die in afwezigheid werd gekozen en tot op heden de enige uit de Lage Landen afkomstige paus is geweest. Zijn pontificaat werd gekenmerkt door pogingen tot hervorming binnen de kerk en het aanpakken van corruptie, maar zijn inspanningen werden bemoeilijkt door weerstand binnen de Romeinse Curie en zijn vroege overlijden in september 1523.